# أريان تشوبرا
أريان تشوبرا Aryan Chopra (ولد في 10 ديسمبر 2001) لاعب شطرنج هندي يحمل لقب أستاذ كبير.

## إنجازات
- حصل على لقب أستاذ كبير عام 2016، في سن الرابعة عشر وتسعة شهور وثلاثة أيام.
- كان يعتبر طفلاً معجزة في الشطرنج.
- وهو أصغر هندي ينال لقب أستاذ كبير بعد باريمارجان نيغي.
- حل ثالثاً في دورة أبو ظبي للشطرنج للأساتذة عام 2017.

## روابط خارجية
- أريان تشوبرا على موقع الاتحاد الدولي للشطرنج (الإنجليزية)
- أريان تشوبرا على موقع مباريات الشطرنج (الإنجليزية)
- أريان تشوبرا على موقع 365Chess.com (الإنجليزية)
- أريان تشوبرا على موقع Chesstempo.com (الإنجليزية)
- أريان تشوبرا على موقع اتحاد المراسلات الدولية للشطرنج (الإنجليزية)